# Див (филм из 2008)
Див (итал. Il Divo) је италијански филм из 2008. године који је режирао Паоло Сорентино.

## Улоге
| Глумац             | Улога                               |
| ------------------ | ----------------------------------- |
| Тони Сервило       | Ђулио Андреоти                      |
| Ана Бонајуто       | Ливија Данезе                       |
| Пјера Дељи Еспости | гђа. Енеа, Андреотијева секретарица |
| Паоло Грациози     | Алдо Моро                           |
| Ђулио Бозети       | Еуђенио Скалфари                    |
| Флавио Бучи        | Франко Еванђелисти                  |
| Карло Бучиросо     | Паоло Чирино Помичино               |
| Ђорђо Коланђели    | Салво Лима                          |
| Алберто Крако      | дон Марио                           |
| Лоренцо Ђојели     | Мино Пекорели                       |
| Ђанфеличе Импарато | Винченцо Скоти                      |
| Масимо Пополицио   | Виторио Збардела                    |
| Алдо Рали          | Ђузепе Чарапико                     |
| Ђовани Веторацо    | судија Скарпинато                   |
| Кристина Серафини  | Катерина Стањо                      |
| Ахиле Бруњини      | Фјоренцо Анђелини                   |
| Фани Ардан         | жена француског амбасадора          |